# Amt Solingen
Das Amt Solingen war ein Verwaltungs- und Gerichtsbezirk im Herzogtum Berg und gehörte zu den altbergischen Ämtern. Ihm gehörten im 16. Jahrhundert die Kirchspiele Solingen, Wald, Hilden, Haan sowie vier Kapellen (Sonnborn, Schöller, Gruiten, Düssel einschließlich Obmettmann) an. Das Amt Solingen bestand seit dem Mittelalter bis zum Jahre 1809, als es durch die französische Besatzung im Rheinland aufgelöst wurde.:11 Aus großen Teilen des Amtes Solingen ging 1816 der Kreis Solingen hervor.
Trotz der geographischen Nähe gehörte die Freiheit Burg an der Wupper, der Stammsitz der Grafen von Berg auf Schloss Burg, nicht zum Amt Solingen.
Der Mathematiker und Geograph Erich Philipp Ploennies schrieb 1715 in seinem topographischen Werk über die Gebiete Solingen und Remscheid:

„…, daß hier ‚die meisten inwohner … handwercksleüte und Kaufleüt‘ seien, daher siehet man in demselben soViel werckstädt(n), soViel schleifkotten, hämmer … und schmieden; sintemahl in diesem Ambt die meisten eisenware(n) Von degen, messern … und anderen dingen gemacht werden...und in frembde lande Versandt.“

„Über die Stadt Solingen selbst bemerkte er, sie sei zwar nicht groß, ‚dennoch treibet die dieselbe eisenwaaren, als degen, messern, sägen, äxte, beyl, hacken, sensen, schleifschuh … einen nicht geringen handel‘, aber es gebe darüber hinaus, „auch Viele handwercksleüt … und Verschiedene Künstler seien in der gewerbereichen Stadt ‚wohnhaft‘, als welche messerhefte und andere wissen zu machen“. Daher sei ‚dieser Ort auswerts sehr bekandt, absonderlich weilen Von solchem fast an allen orten der welt Versandt werden, sie handeln in Schweden, Dennemarck, Franckreich, Engellandt, hollandt, brabandt, ja bis in die Turkey‘.“

## Gliederung des Amtes
Das Amt war in verschiedene Untergerichtsbezirke aufgeteilt, die wiederum aus mehreren Honschaften bestanden.
Zu den Gerichten gehörte im 18. Jahrhundert:
1. das Gericht Solingen mit Klauberg mit der Honschaft Solingen, der Honschaft Dorp, der Honschaft Höhscheid (Verwaltungssitz: Haus Höhscheid), der Honschaft Hackhausen (Verwaltungssitz: Schloss Hackhausen), der Honschaft Katternberg, der Honschaft Rupelrath und der Honschaft Widdert.
2. das Gericht Wald mit der Stadt Gräfrath, der Honschaft Ketzberg, der Honschaft Itter, der Honschaft Scheid mit Wald, der Honschaft Ketzberg, der Honschaft Barl, der Honschaft Bavert (Verwaltungssitz: Schloss Caspersbroich), der Honschaft Limminghoven, der Honschaft Schnittert und das Kirchspiel Sonnborn mit Schloss Lüntenbeck und Rittergut Hammerstein.
3. das Gericht Hilden und Haan mit der Obersten Honschaft Haan, der Mittelsten Honschaft Haan, der Untersten Honschaft Haan im Kirchspiel Haan sowie der Haanhonschaft Hilden, der Lehmhonschaft und der Sandhonschaft aus dem Kirchspiel Hilden.
4. die Herrschaft Schöller mit der Honschaft Gruiten und Honschaft Obgruiten, der Honschaft Schöller (Verwaltungssitz: Rittergut Schöller), der Honschaft Oberdüssel (Verwaltungssitz: Wasserburg Düssel, Schloss Aprath), der Honschaft Unterdüssel und der Honschaft Obmettmann.

## Amtsverwaltung
Die Verwaltung des Amtes Solingen übernahm seit dem Mittelalter ein Amtmann. Er diente als vorgesetzte Behörde der Vorsteher der einzelnen Honschaften und übernahm vielfältige Verwaltungsaufgaben des Amtes.:11
Der Galgen des Amtes befand sich in den Scheiderirlen im heutigen Stadtbezirk Gräfrath.:56f.

### Amtmänner
Folgende Amtmänner sind urkundlich belegt:
- 1303: Sceynkeber, voit van Solinchin
- 1342?: Tilman von Hackhausen, vaede zo Soleken
- 1350: Heinrich von dem Bottlenberg gen. Schirp, vait van Solinghen
- 1356–1366: Dietrich Smende von Heltorf, vayde zo Solinghen / officiatus officii in Salinghen
- 1382–1383: Gerhard Sprunck, amptmann zu Solingen
- 1639: Johann Reinhard von Zweifel (nach landesherrlichen Akten)

### Amtsbau
Dienst- und Wohnsitz des Amtmannes war ab 1726 der sogenannte Amtsbau an der Ecke Kyffhäuser- und Hauptstraße in der Solinger Altstadt (ungefähre heutige Lage). Es handelte sich um einen einfachen, eingeschossigen Bruchsteinbau mit massiven Wänden und Satteldach. Im Amtsbau wurde auch Gericht gehalten, er war in der Amtszeit des Richters Johann Gottfried Helling entstanden. 
Nach Auflösung des Amtes Solingen 1809 wurde der Amtsbau zunächst noch als Kaserne genutzt, später unter anderem als Gastwirtschaft. Er wurde schließlich im Jahre 1897 niedergelegt.:11